# Heterostegane incognita
Heterostegane incognita är en fjärilsart som beskrevs av Louis Beethoven Prout 1915. Heterostegane incognita ingår i släktet Heterostegane och familjen mätare. Inga underarter finns listade i Catalogue of Life.